# Навика (албум)
Навика је први студијски албум који је снимио Владо Георгиев, издат 2001. године од стране музичке куће Горатон. 

## Списак песама
1. „Сама без љубави“ – 4:52
2. „Реци ми да знам“ – 5:07
3. „Болесни од љубави“ – 4:50
4. „Лажни људи“ – 4:44
5. „бонус: phone call from Avax“ – 0:57
6. „Шта би пријатељи моји“ – 4:03
7. „Лажљива“ – 5:37
8. „бонус: authentic good time in studio Barba“ – 0:49
9. „Збогом љубави“ – 4:35
10. „Навика“ – 5:02
11. „Слободно је“ – 4:21
12. „Пут до срца твог“ – 5:31
13. „ Болесни од љубави extended version“ – 6:44